# Hyalesthes flavipennis
Hyalesthes flavipennis är en insektsart som beskrevs av Géza Horváth 1909. Hyalesthes flavipennis ingår i släktet Hyalesthes och familjen kilstritar.
Artens utbredningsområde är Spanien. Inga underarter finns listade i Catalogue of Life.